# Новокаменский сельсовет (Алтайский край)
Новокаменский сельсовет — муниципальное образование со статусом сельского поселения и административно-территориальное образование в Ельцовском районе Алтайского края России. Административный центр — село Новокаменка.

## Население
| 1997 | 1998 | 1999 | 2000 | 2001 | 2002 |
| ---- | ---- | ---- | ---- | ---- | ---- |
| 733  | ↘709 | ↘686 | ↘684 | ↘660 | ↘619 |
| 2003 | 2004 | 2005 | 2006 | 2007 | 2008 |
| ↗627 | ↘593 | ↘543 | ↘511 | ↘481 | ↘475 |
| 2009 | 2010 | 2011 | 2012 | 2013 | 2014 |
| ↗481 | ↘425 | ↘422 | ↘394 | ↗401 | ↘400 |
| 2015 | 2016 | 2017 | 2018 | 2019 | 2020 |
| ↘389 | ↘379 | ↘359 | →359 | ↘342 | ↘334 |
| 2021 |      |      |      |      |      |
| ↘328 |      |      |      |      |      |

По результатам Всероссийской переписи населения 2010 года, численность населения муниципального образования составила 425 человек, в том числе 199 мужчин и 226 женщин. Оценка Росстата на 1 января 2012 года — 394 человека.

## Населённые пункты
В состав сельского поселения входит один населённый пункт — село Новокаменка.

### Упразднённые населённые пункты
Бедреп — упразднен в 2009 году (Закон Алтайского края от 24.12.2009 N 106-ЗС «Об упразднении поселка Садовск Верх-Ненинского сельсовета и села Бедреп Новокаменского сельсовета Ельцовского района Алтайского края и внесении изменений в отдельные законы Алтайского края»).